# 和光市
和光市（わこうし）は、埼玉県の南部に位置する市。国立理化学研究所の本部などが所在する。

## 概要
東京都（東京都区部）と隣接し、都心から20キロメートル圏内の埼玉県南部に位置している。戦後急速にベッドタウンとして人口が増え、本田技研工業の工場建設（現在は工場は廃止）によって工業都市として発展した。市域の一部はキャンプ・ドレイクの跡地にあたる。
学術研究機能、産学連携機能の集積がみられ、国立研究開発法人理化学研究所をはじめとする国際的な研究開発機関のほか、司法研修所、国立保健医療科学院、税務大学校、埼玉県立和光国際高等学校などの教育研修機関も集積している。
和光市駅には東武東上線など3路線が乗り入れ、東京メトロ有楽町線・副都心線の起点駅であることから、東京23区への通勤通学者（いわゆる「埼玉都民」）の割合が非常に多い。
住宅地として造成が進んでいるが、かつての武蔵野の面影を残すような雑木林や畑が点在するほか、県営の和光樹林公園など緑の多い公園もある。
住宅情報誌『SUUMO』が2020年10月に発表した「災害に強い街」ランキングで、和光市は1都3県の184市区のうち2位であった（1位は所沢市、3位は北本市）。この順位は公益財団法人の地盤工学会関東支部が、自然災害発生頻度と被害人口に、ハード・ソフト対策の充実度を掛け合わせ算出した、自然災害に対する独自のリスク指標「GNS」に基づいており、市の大半が武蔵野台地に位置していること、浸水想定区域の大半が市街化調整区域と工業地帯で水害リスクも比較的低いこと、開発の際には雨水浸透施設の設置を条例で義務付けていることが要因に挙げられている。

## 地理
- 地形的には武蔵野台地の上にあり、市の東側の東京都板橋区との境に沿うように白子川が、市の北端には荒川と新河岸川が流れている。
- 東武東上線を境に南側は大規模に開発されており、国・民間の研究機関・本社や団地が立ち並び、近年急速に商業集積が進んだ。北側は小規模開発の住宅地と畑が混在しており、区画整理が実施されている地域もある。和光市駅の北口の駅前はまだ開発が進展していないが、2013年から北口の区画整理事業が開始された[4]。
- 東京外環自動車道、笹目通りが市内を縦断、国道254号（川越街道）が市内を横断しており、市内から至近距離に関越自動車道、首都高速道路の入口がある。和光市駅は東武東上線と東京メトロ有楽町線、東京メトロ副都心線が利用可能。また、市内の居住エリアによっては、都営三田線、都営大江戸線、西武池袋線も利用できるので様々な場所にアクセスしやすく、当市は交通の要衝となっている。また、外環道を経由し首都圏の東西地域や首都高速5号池袋線を経由し東京23区、常磐自動車道、東北自動車道、関越自動車道などへアクセスできる立地から物流上の要衝ともなっており、外環道の延伸工事により今後、中央自動車道や東名高速道路とも繋がるため和光北インターチェンジ近辺にあたる新倉五丁目、松ノ木島地区では区画整理が行われ、東京北部郵便局を皮切りに大型物流倉庫の誘致が進んでいる。なお、埼玉県は用地確保の観点から首都圏中央連絡自動車道を中心とした一帯の物流倉庫や工業団地の誘致を行っている。

- ただ、荒川対岸で隣りの戸田市への公共交通機関は、当市下新倉付近を走る国際興業バス増14（成増駅北口〜下笹目）のみ。
- 周辺は湧水が多い地域で現在でも井戸がある。旧川越街道沿いの富沢病院駐車場では今も湧水が豊富である。近年病院側（地主）が駐車場整備のため一部閉鎖してしまったが、敷地には柵もないため道路からは湧水が確認できる。

## 歴史

### 近世まで
- 白子川沿いの台地には縄文期の遺跡が発見されている。隣接する成増地区にも同様に遺跡があり、台地上に集落が築かれていたと思われる。現在、その集落跡には寺社が建てられているケースが多い。
- 古墳時代から奈良時代にかけて、帰化人の移住があったとされる。その理由として白子（シラコ）は新羅（シラギ）の、新倉は新座（すなわち新羅）の転化とする説や、百済王子の住んだとされる牛房城伝説があるが、考古学的には何ら実証されていない。ただ江戸時代中期までは新倉は「新座」と表記されており（読みは同じ“にいくら”）、志木市や新座市にも同様の伝説があることから、単なる伝説ではないと考えられている。新座郡の項も参照されたい。
- いずれにせよ、かなり古い時代から白子台地には集落が築かれており、現に寺社も多く、その中心地は現在バス停に名をとどめているだけだが「市場」辺りだったらしい。
- 戦国期には白子台地上で上杉勢と北条勢の争い「白子原の戦い」があった。
- 江戸期には川越街道の宿場として白子宿が栄えた。当時の街並みはほとんど残っていないが、当時の中心地だった熊野神社周辺には旧家が残っている。中でも花火を稼業とした富沢家は中心的役割を占めており、現在も富沢姓の旧家が多い。また、江戸時代には新河岸川を通る水運も盛んであり、新倉には河岸が設けられていた。
- 鉄道が敷かれ、川越街道のルートが変更されると、白子宿や新倉の河岸は寂れた。白子宿周辺では豊富な清水を利用して魚の養殖、水車営業も行われたが、市の中心地は駅周辺に移行した。以前の白子には湧水が盛んに沸き出ており、明治9年（1876年）には白子村の熊野神社境内に日本最初の養魚場ができ、明治23年（1890年）に養魚場は閉鎖された。又、近くには、以前湧き水が流れ落ちていたため、滝坂と呼ばれる坂が現在でもある。
- 川越街道は、15世紀に江戸城と川越城を築いた太田道灌が部分的にあった古道をつないだものが起源と考えられており、元々は近世の川越街道（現在の旧川越街道、埼玉県道109号新座和光線）の東を蛇行していた。近世の川越街道の完成は松平信綱が川越城に入った寛永16年（1639年）以後のことである。

### 近代以降

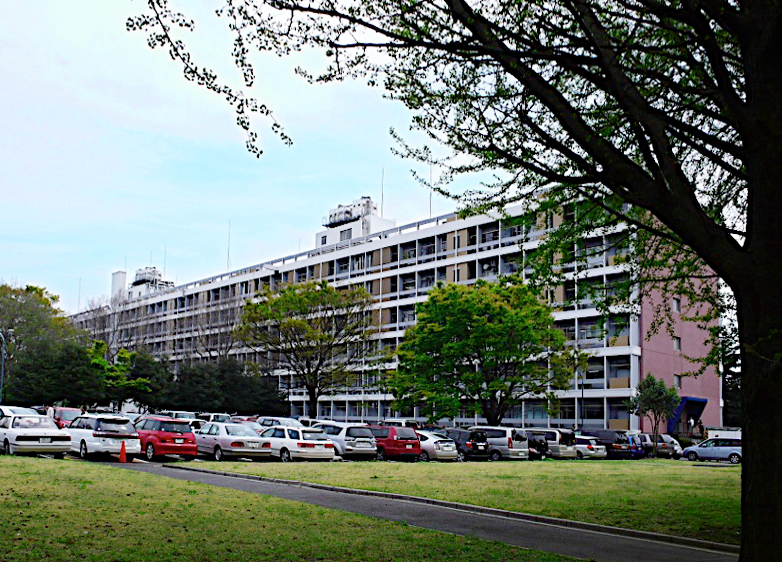
理化学研究所

- 江戸時代、当市域は新座郡に属し、上新倉村・下新倉村・白子村の3村が設置されていた。
- 1869年3月21日（旧暦明治2年2月9日） - 3村は品川県の所属となる。
- 1871年12月25日（旧暦明治4年11月14日） - 3村は品川県から入間県へ移管される。
- 1873年（明治6年）6月15日 - 入間県と群馬県合併により3村は熊谷県所属となる。
- 1876年（明治9年）8月21日 - 熊谷県が分割され、3村は埼玉県所属となる。
- 1884年（明治17年）4月1日 - 連合戸長制施行により、3村は白子村連合戸長役場の所属となる。
- 1889年（明治22年）4月1日 - 町村制施行に伴い、上新倉村が白子村連合戸長役場の所属から離脱し新倉村となる。また、下新倉村・白子村は合併し（新）白子村が発足。
- 1891年（明治24年）6月15日 - 新倉村字長久保を東京府に移管（北豊島郡大泉村、現在の東京都練馬区大泉学園町の一部）。
- 1896年（明治29年）3月29日 - 新座郡が北足立郡に編入され、新倉村・白子村は北足立郡所属となる。
- 1943年（昭和18年）4月1日 - 新倉村と白子村が合併し、北足立郡大和町（やまとまち）となる。
- 1967年（昭和42年） - 理化学研究所が東京都から移転。
- 1970年（昭和45年）10月31日 - 大和町が改称して和光町、即日市制施行して和光市になる。同時に市章を制定する[5]。

### 市名（町名）の由来
- 町制施行時に町名に関してもめた為、「大いなる和」で一つになると言う意味から「大和町」と名付けられた。
- 市制施行時にすでに神奈川県に大和市が存在したため区別する為に新市名を一般公募し、「和光市」と名付けられた。大和町の「和」と栄光の「光」を組み合わせ、平和・栄光・前進を象徴し明るく住みよい街に躍進するように、という願いが込められている[6]。応募された市名で一番多かったのが「和光市」で、続いて「新倉市」「美和市」「埼玉市」「東埼市」「白子市」「埼南市」「本田市」「新和市」「栄市」「新大和市」「昭和市」「東和市」「南埼玉市」だった[7]。

### 市制施行記念の文鎮

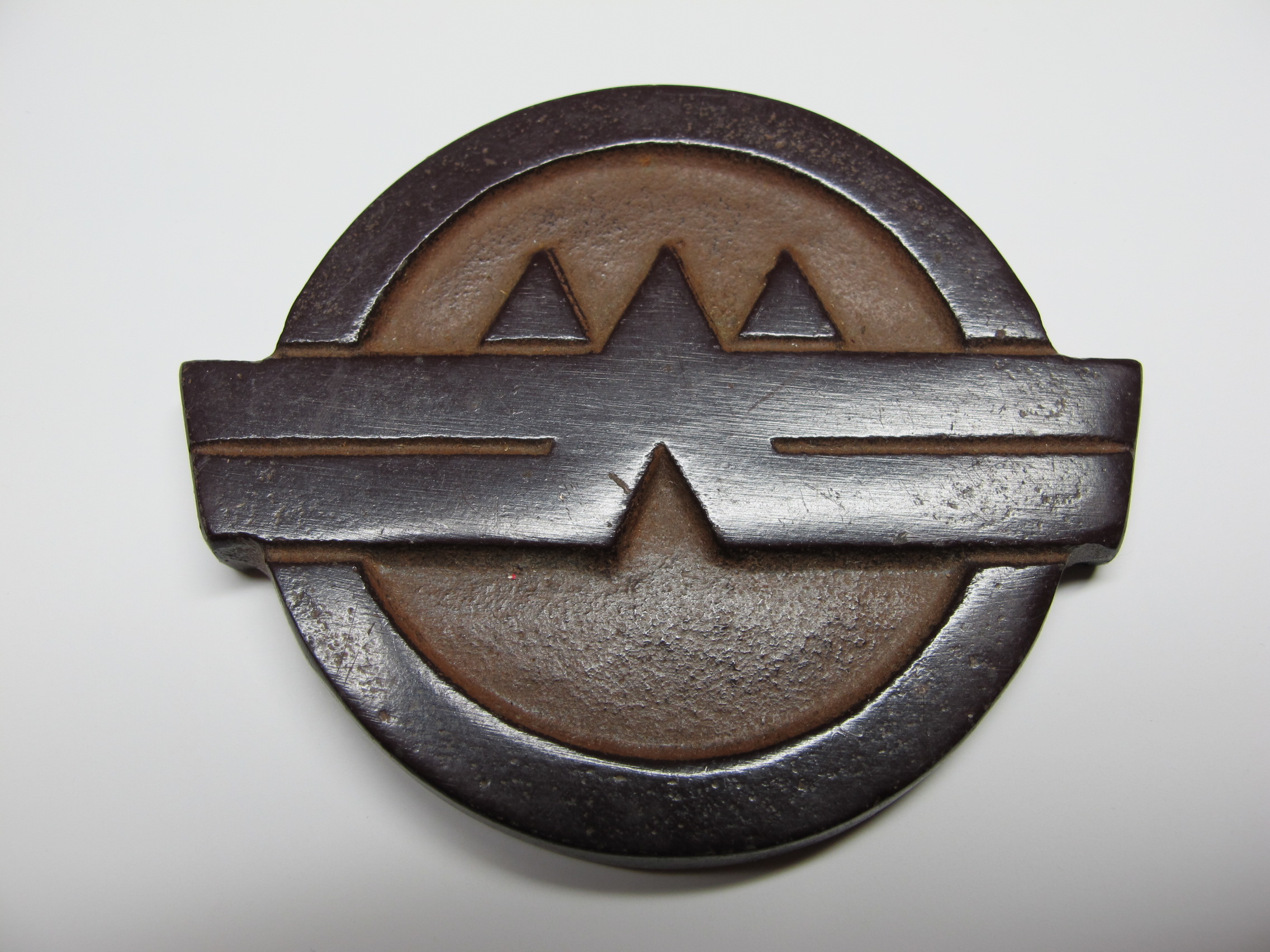
市制施行記念の文鎮（表）

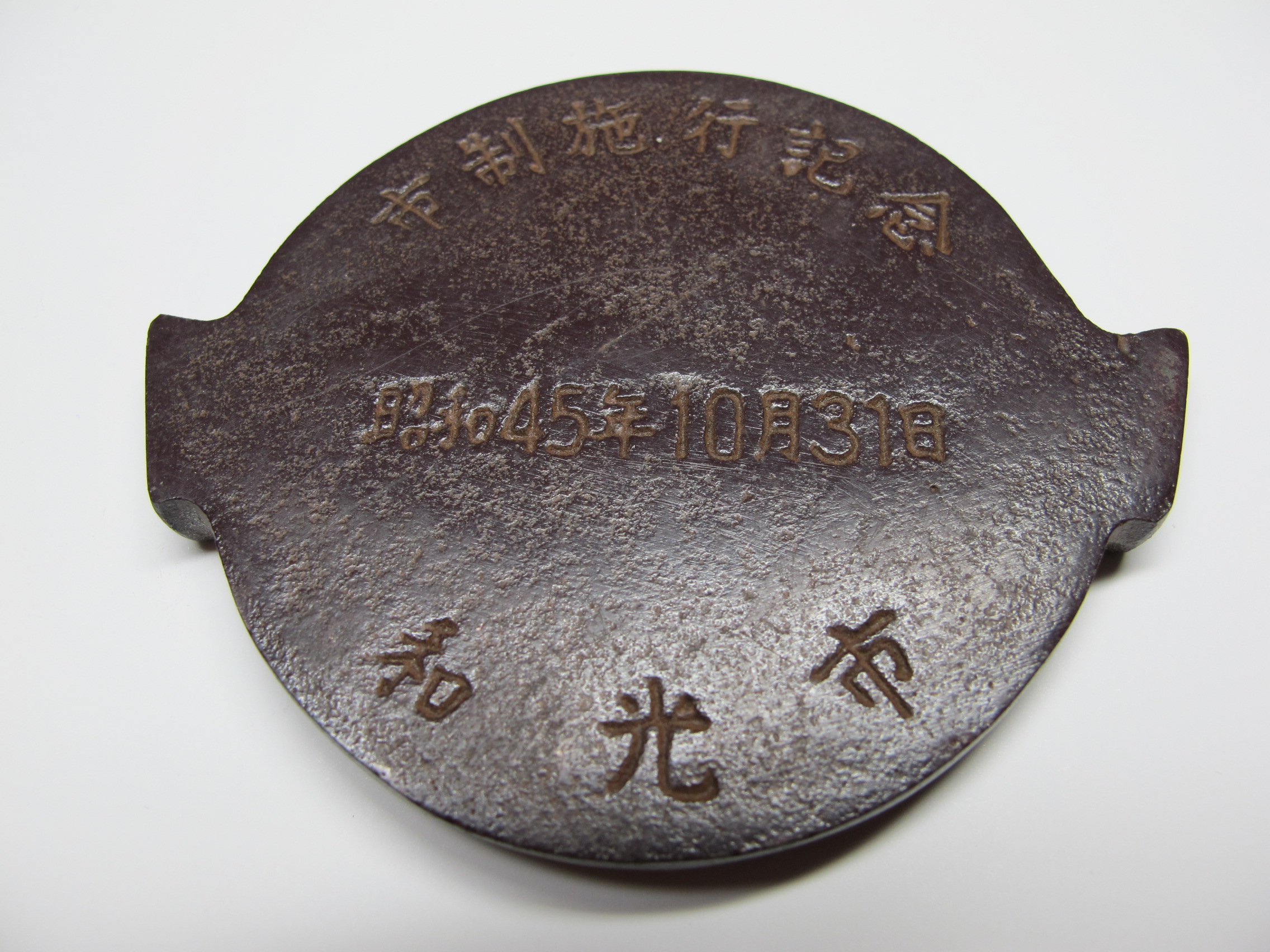
市制施行記念の文鎮（裏）

1970年の市制施行時に当市では市章を模った記念の文鎮を制作して市内小学校の児童に配布した。文鎮の底面には「市制施行記念、昭和45年10月31日、和光市」と記されている。鋳鉄製、大きさ＝縦65mm、横80mm、厚7mm。

### 合併の状況
長らく関係の深い朝霞市・志木市・新座市との合併を目指す運動がしばしみられる。
1960年代には、当時の朝霞町・足立町・大和町・新座町4町で合併し市制施行を目指す動きがあったが、話がまとまらないうちに1967年（昭和42年）に朝霞町が単独で市制施行し、合併はついえた。また、市制施行の人口要件が3万人に下げられたことから、大和町も含めた他の3町も単独で市制施行した。
平成の大合併では、2001年（平成13年）4月に「朝霞市・志木市・和光市・新座市合併協議会」が設置された。しかし、2003年（平成15年）4月13日に4市で実施された、合併の是非を決める住民投票で朝霞市、志木市は賛成多数、新座市はわずかに賛成多数となったものの、和光市では77%が反対という結果となり合併は破談となった。
合併に否定的な背景には、1986年から2010年まで、および2016年から2020年まで、地方交付税の普通交付税不交付団体であり、その不均衡が影響したと考えられる。

## 人口
| |                                        |  |
| 和光市と全国の年齢別人口分布（2005年） | 和光市の年齢・男女別人口分布（2005年） |  |
| ■紫色 ― 和光市 ■緑色 ― 日本全国 | ■青色 ― 男性 ■赤色 ― 女性              |  |
| 和光市（に相当する地域）の人口の推移 \| 1970年（昭和45年） \| 39,512人 \| \| \| 1975年（昭和50年） \| 46,505人 \| \| \| 1980年（昭和55年） \| 49,713人 \| \| \| 1985年（昭和60年） \| 55,212人 \| \| \| 1990年（平成2年） \| 56,890人 \| \| \| 1995年（平成7年） \| 62,588人 \| \| \| 2000年（平成12年） \| 70,170人 \| \| \| 2005年（平成17年） \| 76,688人 \| \| \| 2010年（平成22年） \| 80,741人 \| \| \| 2015年（平成27年） \| 80,826人 \| \| \| 2020年（令和2年） \| 83,989人 \| \| |                                        |  |
| 総務省統計局 国勢調査より |                                        |  |
| 1970年（昭和45年） | 39,512人                               |  |
| 1975年（昭和50年） | 46,505人                               |  |
| 1980年（昭和55年） | 49,713人                               |  |
| 1985年（昭和60年） | 55,212人                               |  |
| 1990年（平成2年） | 56,890人                               |  |
| 1995年（平成7年） | 62,588人                               |  |
| 2000年（平成12年） | 70,170人                               |  |
| 2005年（平成17年） | 76,688人                               |  |
| 2010年（平成22年） | 80,741人                               |  |
| 2015年（平成27年） | 80,826人                               |  |
| 2020年（令和2年） | 83,989人                               |  |

- 平均年齢は39.6歳（2010年（平成22年）度）で、埼玉県内では1番若い。
- 生産年齢人口（15〜64歳）割合は71.6%（2010年（平成22年）度）で、埼玉県内では1番多い。
- 2018年4月1日現在、82,017人

## 地域

### 町名
和光市では、一部の区域で住居表示に関する法律に基づく住居表示が実施されている。
| 町名         | 町名の読み       | 設置年月日     | 住居表示実施年月日 | 住居表示実施直前の町名                           | 備考 |  |
| ------------ | ---------------- | -------------- | ------------------ | ------------------------------------------------ | ---- |  |
| 白子一丁目   | しらこ           | 19xx年xx月xx日 | 19xx年xx月xx日     |                                                  |      |  |
| 白子二丁目   | しらこ           | 19xx年xx月xx日 | 19xx年xx月xx日     |                                                  |      |  |
| 白子三丁目   | しらこ           | 19xx年xx月xx日 | 19xx年xx月xx日     |                                                  |      |  |
| 白子四丁目   | しらこ           | 2004年11月1日  | 2004年11月1日      | 大字下新倉の一部                                 |      |  |
| 南一丁目     | みなみ           | 19xx年xx月xx日 | 19xx年xx月xx日     |                                                  |      |  |
| 南二丁目     | みなみ           | 19xx年xx月xx日 | 19xx年xx月xx日     |                                                  |      |  |
| 中央一丁目   | ちゅうおう       | 1969年8月1日   | 1969年8月1日       | 大字下新倉、大字白子の各一部                     |      |  |
| 中央二丁目   | ちゅうおう       | 1969年8月1日   | 1969年8月1日       | 大字下新倉、大字白子の各一部                     |      |  |
| 新倉一丁目   | にいくら         | 1971年xx月xx日 | 1971年xx月xx日     |                                                  |      |  |
| 新倉二丁目   | にいくら         | 1971年xx月xx日 | 1971年xx月xx日     |                                                  |      |  |
| 新倉三丁目   | にいくら         | 2004年11月1日  | 2004年11月1日      | 松ノ木島町の全部及び大字下新倉、大字新倉の各一部 |      |  |
| 新倉四丁目   | にいくら         | 2004年11月1日  | 2004年11月1日      | 松ノ木島町の全部及び大字下新倉、大字新倉の各一部 |      |  |
| 新倉五丁目   | にいくら         | 2004年11月1日  | 2004年11月1日      | 松ノ木島町の全部及び大字下新倉、大字新倉の各一部 |      |  |
| 新倉六丁目   | にいくら         | 2004年11月1日  | 2004年11月1日      | 松ノ木島町の全部及び大字下新倉、大字新倉の各一部 |      |  |
| 新倉七丁目   | にいくら         | 2004年11月1日  | 2004年11月1日      | 松ノ木島町の全部及び大字下新倉、大字新倉の各一部 |      |  |
| 新倉八丁目   | にいくら         | 2004年11月1日  | 2004年11月1日      | 松ノ木島町の全部及び大字下新倉、大字新倉の各一部 |      |  |
| 本町         | ほんちょう       | 1996年4月1日   | 1996年4月1日       |                                                  |      |  |
| 諏訪         | すわ             | 1969年4月1日   | 1969年4月1日       | 大字白子の一部                                   |      |  |
| 広沢         | ひろさわ         | 1969年4月1日   | 1969年4月1日       | 大字新倉、大字下新倉、大字白子の各一部           |      |  |
| 西大和団地   | にしやまとだんち | 1969年4月1日   | 1969年4月1日       | 大字新倉、大字下新倉、大字白子の各一部           |      |  |
| 諏訪原団地   | すわはらだんち   | 1969年4月1日   | 1969年4月1日       | 大字白子の一部                                   |      |  |
| 下新倉一丁目 | しもにいくら     | 2004年11月1日  | 2004年11月1日      | 大字白子の全部及び大字下新倉、大字新倉の各一部   |      |  |
| 下新倉二丁目 | しもにいくら     | 2004年11月1日  | 2004年11月1日      | 大字白子の全部及び大字下新倉、大字新倉の各一部   |      |  |
| 下新倉三丁目 | しもにいくら     | 2004年11月1日  | 2004年11月1日      | 大字白子の全部及び大字下新倉、大字新倉の各一部   |      |  |
| 下新倉四丁目 | しもにいくら     | 2004年11月1日  | 2004年11月1日      | 大字白子の全部及び大字下新倉、大字新倉の各一部   |      |  |
| 下新倉五丁目 | しもにいくら     | 2004年11月1日  | 2004年11月1日      | 大字白子の全部及び大字下新倉、大字新倉の各一部   |      |  |
| 下新倉六丁目 | しもにいくら     | 2004年11月1日  | 2004年11月1日      | 大字白子の全部及び大字下新倉、大字新倉の各一部   |      |  |
| 新倉         | にいくら         | 1943年4月1日   | 未実施             |                                                  |      |  |
| 下新倉       | しもにいくら     | 1943年4月1日   | 未実施             |                                                  |      |  |
| 丸山台一丁目 | まるやまだい     | 1996年4月1日   | 1996年4月1日       | 大字下新倉、大字新倉の各一部                     |      |  |
| 丸山台二丁目 | まるやまだい     | 1996年4月1日   | 1996年4月1日       | 大字下新倉、大字新倉の各一部                     |      |  |
| 丸山台三丁目 | まるやまだい     | 1996年4月1日   | 1996年4月1日       | 大字下新倉、大字新倉の各一部                     |      |  |

### 郵便
郵便番号
- 351-01xx - 和光郵便局管轄

郵便局
- 和光郵便局（風景印あり）
  - 和光新倉郵便局（風景印あり）
  - 西大和郵便局（風景印あり）
  - 司法研修所内郵便局（風景印あり）
  - 和光白子南郵便局（風景印あり）
  - 和光白子郵便局（風景印あり）
- 東京北部郵便局 - 区分作業専門で、集荷は行わず窓口もない

## 行政

### 市長
- 市長：柴﨑光子（2021年5月23日就任、1期目） 　[13]旧姓使用。

| 代       | 氏名     | 就任年月日     | 退任年月日    | 備考                                                                                     |
| -------- | -------- | -------------- | ------------- | ---------------------------------------------------------------------------------------- |
| 初〜5代  | 柳下潔   | 1970年10月31日 | 1989年5月25日 | 5期・1965年5月26日より1970年10月30日まで改称・市政施行前の大和町長を2期在任（通算7期）。 |
| 6〜8代   | 田中茂   | 1989年5月26日  | 2001年5月25日 | 3期                                                                                      |
| 9・10代  | 野木実   | 2001年5月26日  | 2009年5月25日 | 2期                                                                                      |
| 11〜13代 | 松本武洋 | 2009年5月26日  | 2021年5月8日  | 3期・市職員の不祥事の責任をとり辞職                                                      |
| 14代     | 柴﨑光子 | 2021年5月23日  |               | 1期                                                                                      |

### 行政機関等

#### 市の機関・施設

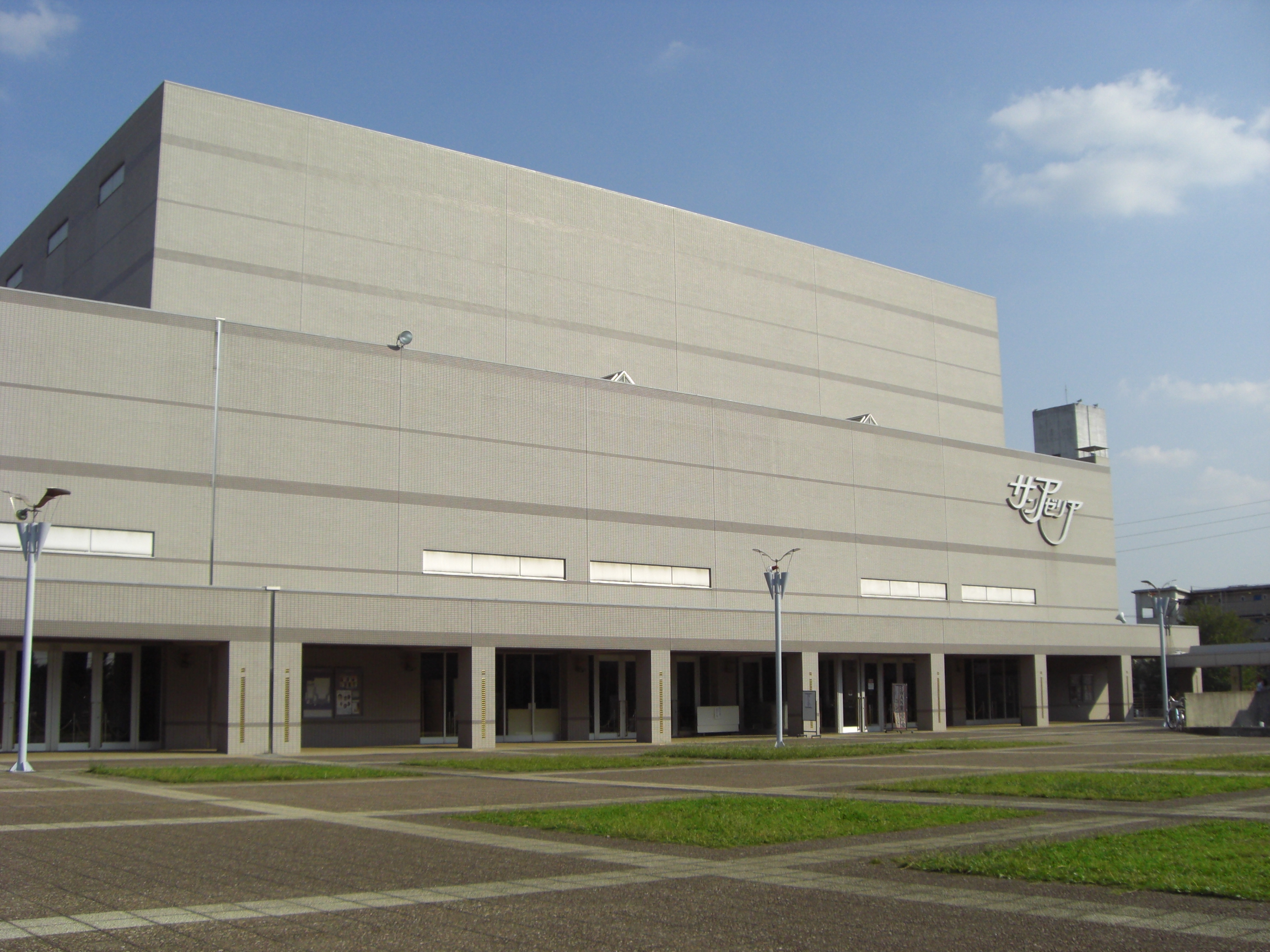
和光市役所に隣接するコンサートホール サンアゼリア

| - 和光市役所 - 駅出張所 - 牛房（ごぼう）出張所 - 吹上出張所 - 坂下出張所 - 和光市民文化センター サンアゼリア - 本町地域センター - 白子宿地域センター - 新倉北地域センター - 南地域センター - 向山地域センター - 城山地域センター - 勤労青少年ホーム - みなみ子育て支援センター - しらこ子育て支援センター - キッズエイド和光子育て支援センター - ひろさわミニ子育て支援センター - しもにいくらミニ子育て支援センター - ゆめの木子育て支援センター - おやこ広場もくれんハウス - 総合児童センター【2022年まで工事中】 - 下新倉児童センター - 新倉児童館 - 南児童館 - 和光市図書館 - 和光市総合体育館 - 保健センター - 新倉高齢者福祉センター - 総合福祉会館（「ゆめあい和光」） |

#### 公民館・コミュニティセンター
- 中央公民館
- 坂下公民館
- 南公民館
- 白子コミュニティセンター
- 新倉コミュニティセンター
- 牛房コミュニティセンター
- 吹上コミュニティセンター

#### わぴあ（公民連携）
「わぴあ」は、和光市において「初」となる PPP/PFI（公民連携）事業により誕生した和光市広沢エリアにある複合施設である。和光市役所に隣接し、和光市駅の駅南口から徒歩12分の場所にある。
わぴあとは、和光の「わ」及び輪になるの「わ」に、ユートピアや広場・仲間の「ピア」から名付けられており、地域のにぎわいの創出を図っている。

本施設の北エリアは、総合児童センター＆和光市民プール、おふろの王様和光店、わぴあルーム、診療所すこやかわこう・おやこサポートクリニックからなる。
また、南エリアは和光市健康増進センター、児童発達支援センターやまぼうし、和光なかよしこども園、認定こども園でまとまっている。

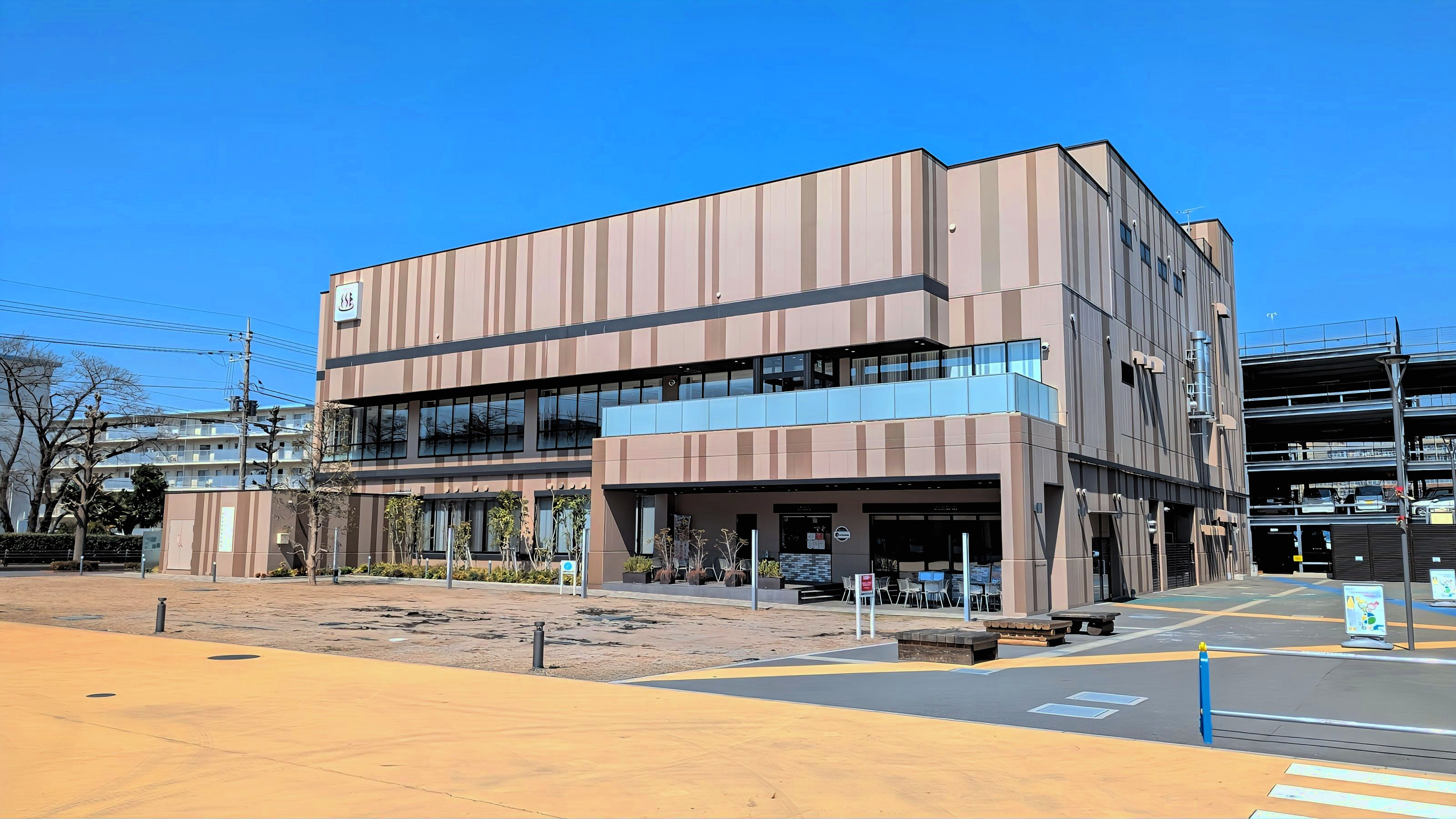
お風呂の王様・和みカフェ ousama
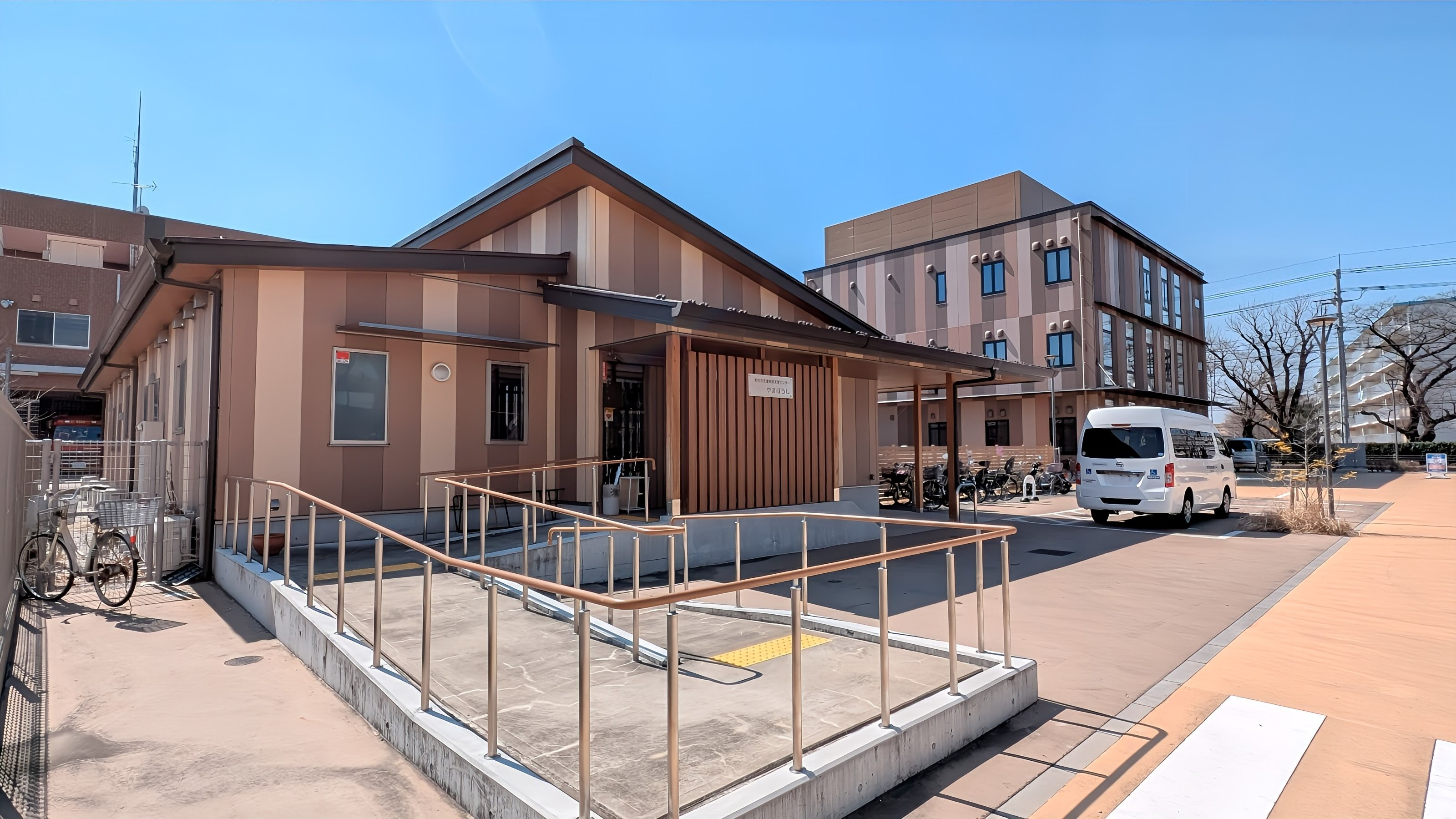
児童発達支援センターやまぼうし
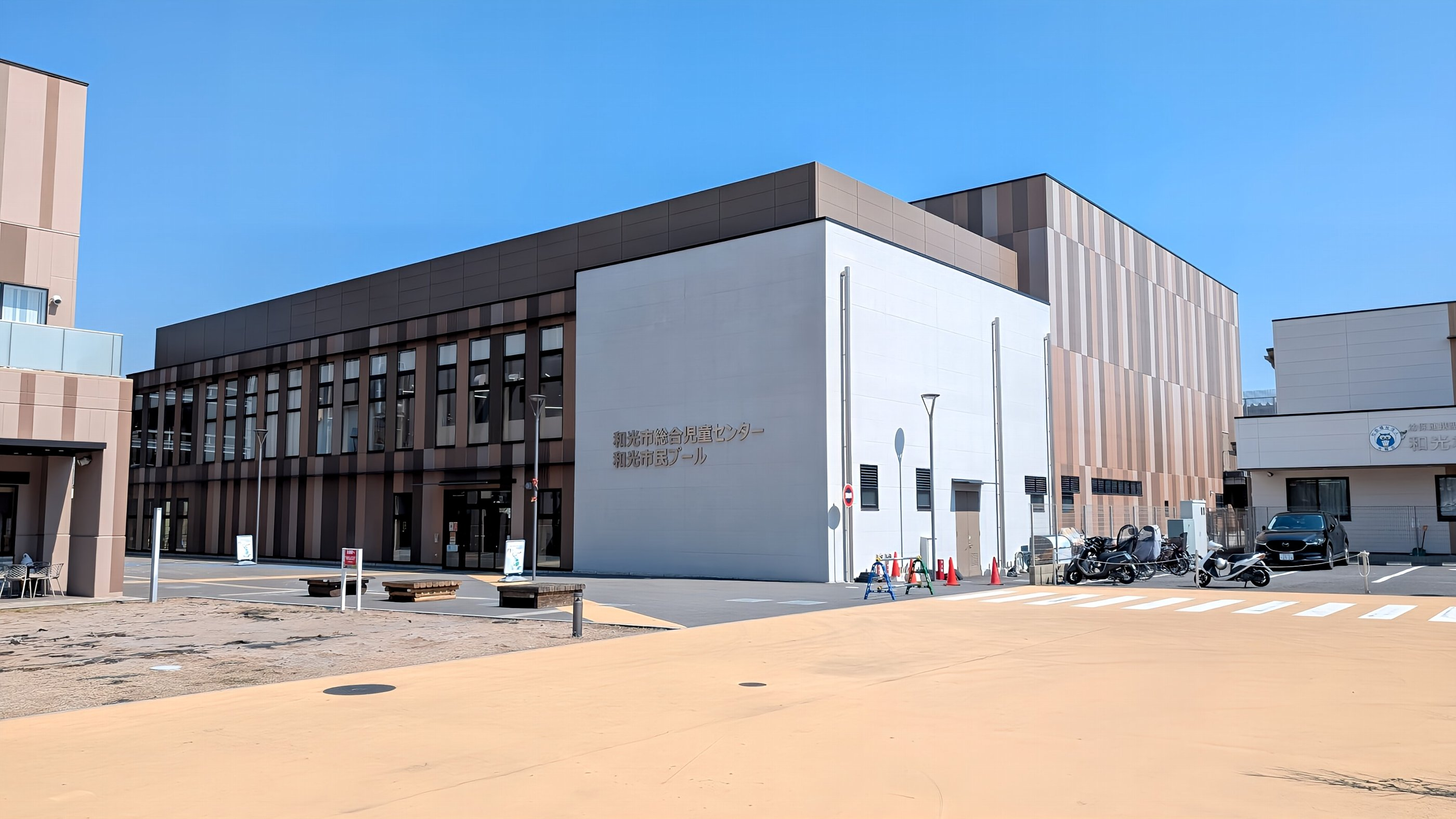
総合児童センターと市民プール
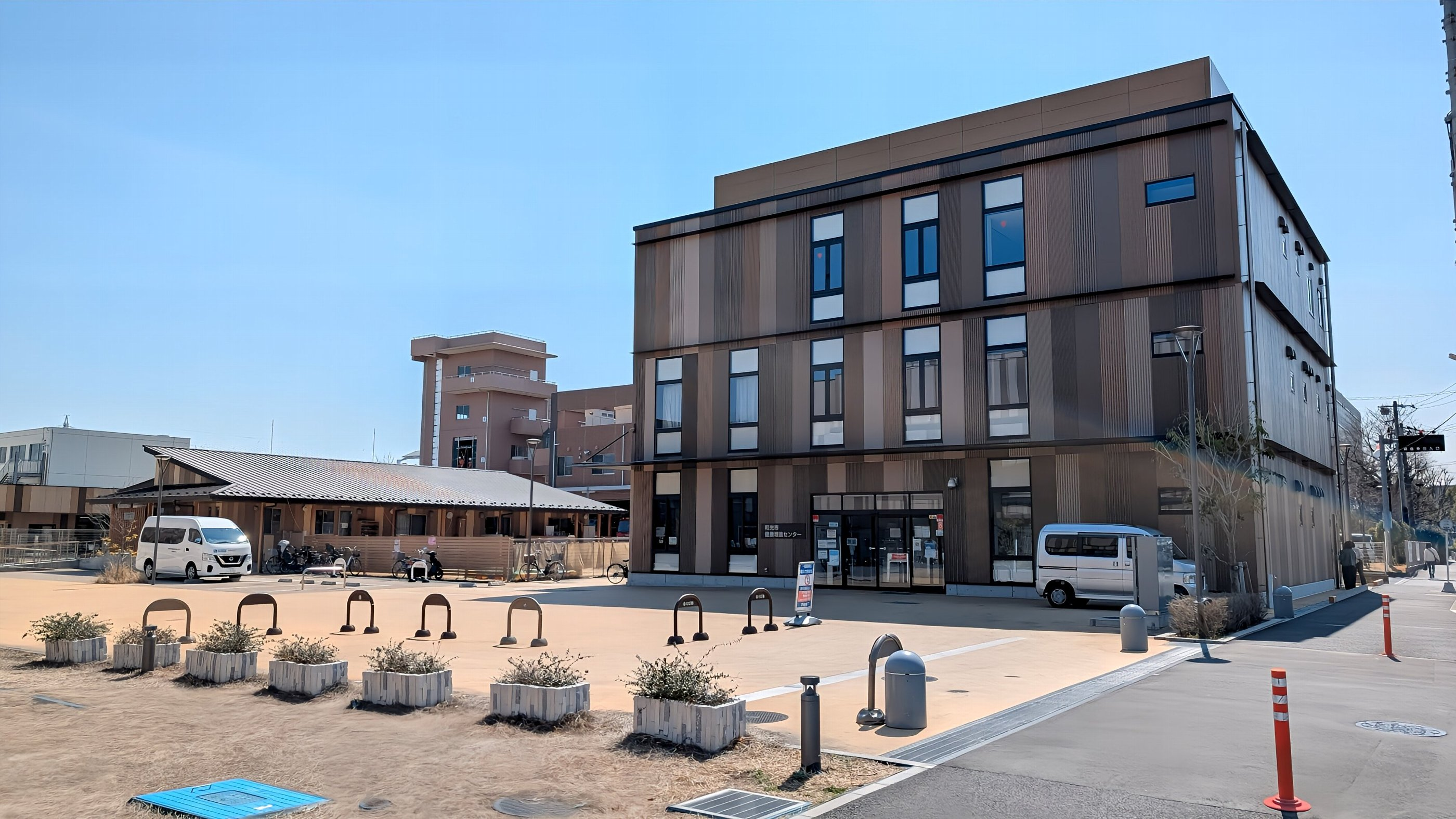
健康増進センター(後方に消防署)

### 重大な不祥事
- 市幹部職員による不祥事とそれに伴う市長辞職（2021年）
  - 市企画部審議監（57歳、懲戒免職）が、6年以上にわたって生活保護受給者から預かっていた現金200万円や高齢者夫婦から預かった現金300万円を着服し、また高齢者から預かったキャッシュカードで不正に現金1,350万円を引き出した。また2014年夏頃、部下の職員に対して「介護職員の定期巡回サービスに絡む情報共有システムの導入事業がある」と嘘を言い、同年12月市議会に介護保険特別会計に受託会社に業務委託料1,566万円を支払う補正予算を計上させた。同議会は原案通り可決し、職員は受託業者と業務委託契約を締結し、委託料を支払った。市は3月5日、元市企画部審議監を相手取り、業者に支払った委託料など計約1,700万円の損害賠償を求める訴訟をさいたま地方裁判所に起こした。また市は2020年10月、国の交付金申請を巡り、不正行為により市に損害を与えたなどとして、返還金など計6,200万円の損害賠償を求める訴訟も同地裁に起こした。
  - 詐欺と業務上横領、窃盗の罪に問われ、6月4日、さいたま地方裁判所で開かれた論告求刑公判で検察側は懲役10年を求刑。元市企画部審議監は犯行の発覚を免れるため、部下にデータ消去を迫ったり、市長に内容虚偽の書類を提出していた[16][17]。
  - この結果、市長の松本武洋は「任命責任がある」として任期途中の5月8日付で市長を辞職し、これに伴う出直し市長選には出馬しないことを表明した[17]。
  - 不祥事に関する調査特別委員会が地方自治法100条に定める委員会として開かれ、前市長の謝罪を求め、前市長への損害賠償の検討するという文言を含む[18]最終報告書が市議会全員一致で可決された。

### 国の機関等
- 理化学研究所和光本所
- 司法研修所
- 裁判所職員総合研修所
- 税務大学校和光校舎
  - 関東信越研修所（平成25年11月朝霞市から移転）
- 国立保健医療科学院
- 陸上自衛隊朝霞駐屯地
- 国立病院機構埼玉病院（旧:国立埼玉病院）

### 県の施設

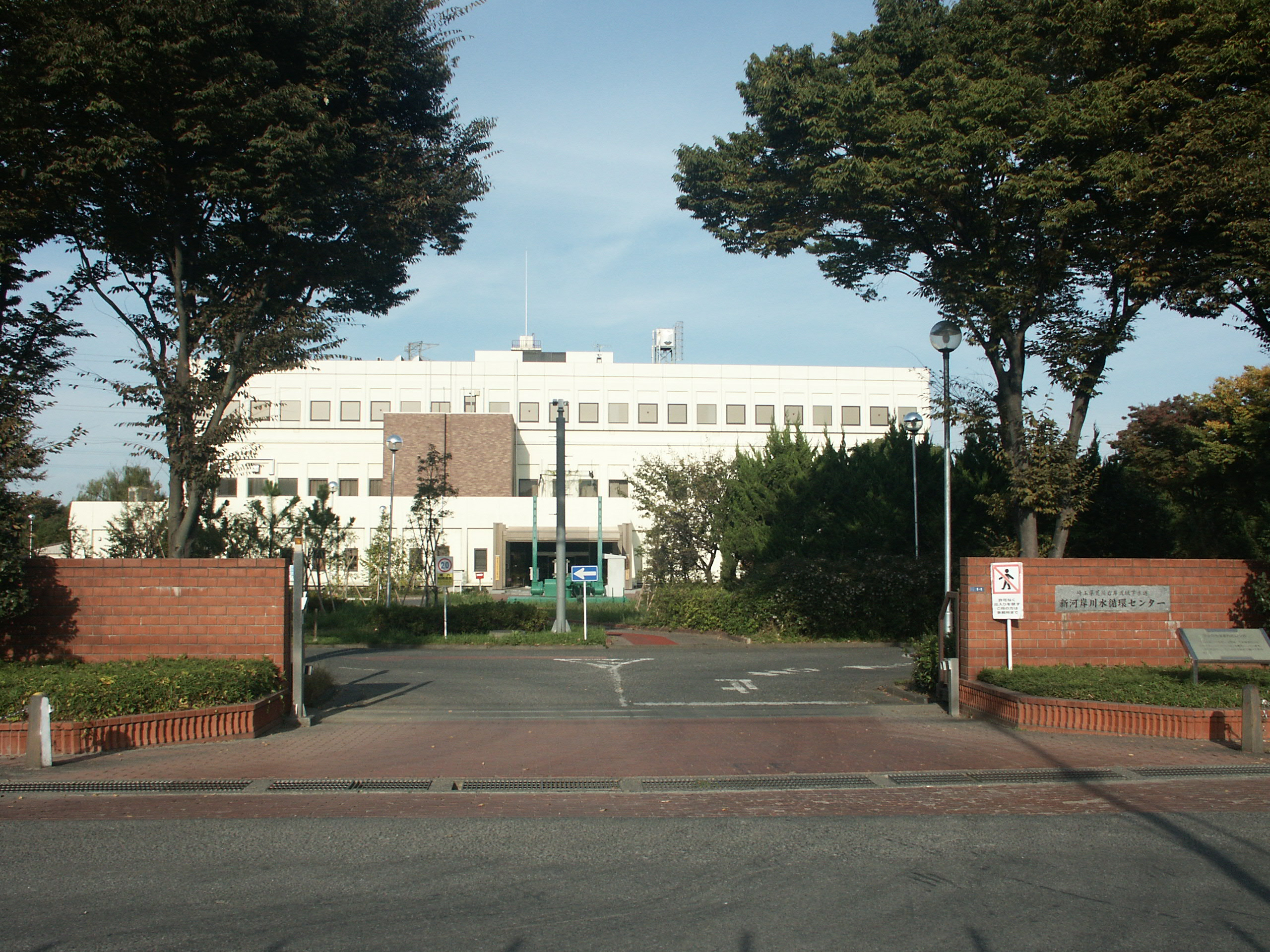
新河岸川水循環センター

- 県営和光樹林公園
- 彩湖（道満グリーンパーク隣接）
- 新河岸川水循環センター
  - 荒川右岸下水道事務所
  - 埼玉県下水道公社荒川右岸支社
- 食肉衛生検査センター白子分室

### 消防
- 埼玉県南西部消防本部（朝霞地区一部事務組合が運営する消防本部）
  - 和光消防署
  - 白子分署
- 和光市消防団

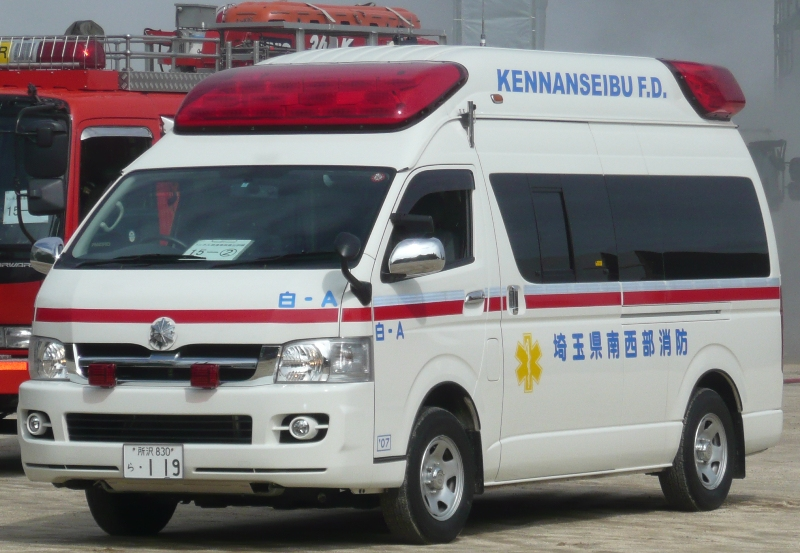
救急車・白子隊

### 警察
- 警察は和光市全域を朝霞警察署が管轄している。
  - 和光市駅前交番
    - 西大和団地派遣所

  - 和光交番（白子二丁目・東京都との境界近くにある）
  - 新倉交番

### その他の施設
- 在日米軍 キャンプ朝霞（AFN送信所）

### 広域行政
- 朝霞地区一部事務組合 - 朝霞市、志木市、和光市及び新座市の4市が設立している一部事務組合。埼玉県南西部消防本部、し尿処理、障害者支援施設（すわ緑風園）の運営を行っている。
- 朝霞和光資源循環組合 - 朝霞市及び和光市の2市が設立している一部事務組合。（令和2年10月1日設立）ごみ処理施設の設置と設置後の管理運営を計画している。

## 議会

### 埼玉県議会
- 選挙区：南22区和光市選挙区
- 定数：1人
- 任期：2023年4月30日 - 2027年4月29日
- 投票日：2023年4月9日
- 当日有権者数：67,322人
- 投票率：34.15％

| 候補者名 | 当落 | 年齢 | 党派名     | 新旧別 | 得票数   |
| -------- | ---- | ---- | ---------- | ------ | -------- |
| 井上航   | 当   | 43   | 無所属     | 現     | 15,649票 |
| 大上康彦 | 落   | 35   | 自由民主党 | 新     | 6,893票  |

### 衆議院
- 選挙区：埼玉4区（朝霞市、志木市、和光市、新座市）
- 任期：2021年10月31日 - 2025年10月30日
- 投票日：2021年10月31日
- 当日有権者数：386,796人
- 投票率：54.49％

| 当落 | 候補者名   | 年齢 | 所属党派   | 新旧別 | 得票数    | 重複 |
| ---- | ---------- | ---- | ---------- | ------ | --------- | ---- |
| 当   | 穂坂泰     | 47   | 自由民主党 | 前     | 107,135票 | ○    |
|      | 浅野克彦   | 47   | 国民民主党 | 新     | 47,863票  | ○    |
|      | 工藤薫     | 71   | 日本共産党 | 新     | 34,897票  |      |
|      | 遠藤宣彦   | 58   | 無所属     | 元     | 11,733票  |      |
|      | 小笠原洋輝 | 37   | 無所属     | 新     | 3,358票   |      |

## 産業
- 本田技研工業和光ビル・白子ビル

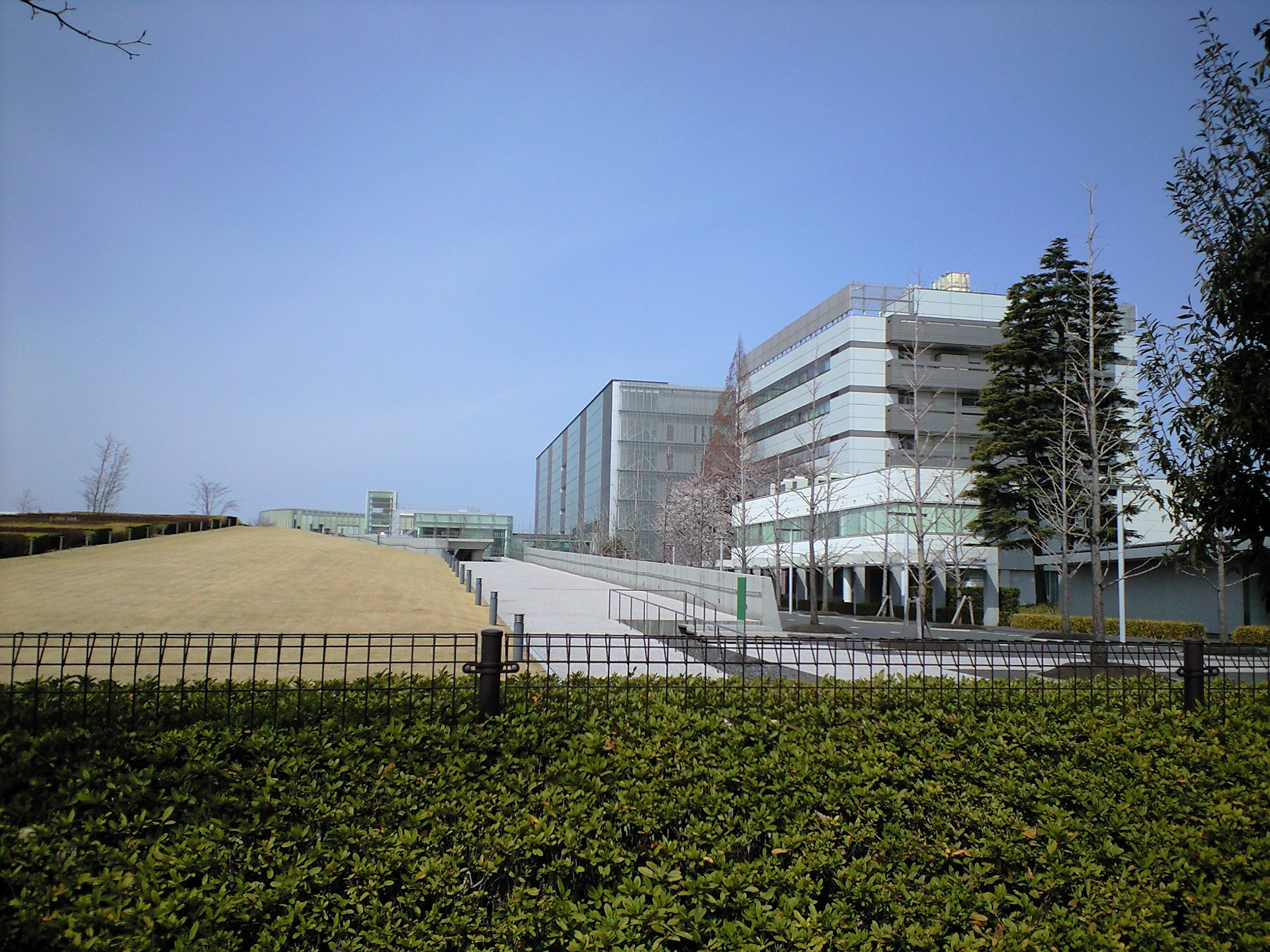
本田技研工業和光ビル（和光本社）

- 本田技術研究所（本田技研工業の研究開発子会社）本社・和光研究所・和光基礎技術研究センター・和光西研究所
- レインボーモータースクール本社（ホンダグループ）
- イトーヨーカドー和光店
- サミット (チェーンストア)・シーアイハイツ和光店
- ベルク (企業)和光西大和店、和光白子店
- 京都版画院

かつて市内に本社を置いた企業
- 写研埼玉工場
- 株式会社深澤（牛丼チェーンの牛丼太郎）
- ベスタ・フーズ株式会社（カラオケチェーンの祭一丁）※2009年（平成21年）11月に埼玉県富士見市へ移転

など。
和光市駅南口は近年、区画整理が完了したことに伴い、多くの商業ビル、銀行などが立ち並ぶようになった。今後は北口地区の区画整理が実行される。
駅周辺は、当市の中心地であるが都内に近いこともあって、駅前への商業集積はそれほど多くないと言える。しかし、当市にある研究機関や会社で働く人が多いためか、居酒屋が多いのが特徴的である。駅前通り、旧川越街道にはマンションが建ち並び、昔ながらの商店は姿を消しつつあるが、現在も少なからず残っている。笹目通り沿いには近年発展した住宅街と、かつてからあるセメント会社や倉庫が点在している。新倉・白子近辺はかつて宿場町であったため、銭湯や小売店などが今でも存在する。又、荒川付近には産業廃棄物の集積場などがある。
かつて戦前は陸軍施設があったため軍需工場が立ち並んでおり、戦後は米軍施設（キャンプ・ドレイク）があったため、旧川越街道沿いには、朝霞市を中心に米軍相手の商店があった。1952年には本田技研工業が戦前からの工場用地を買収して白子工場（現在は白子ビル）、翌年には大和工場（後の和光工場・現在の和光ビル）を完成させ東京進出への足がかりとし、後に荒川テストコース（閉鎖）や本田技術研究所本社を構えるとともにRopotの実証試験が行われるなど、市としてホンダとの結びつきは強く企業城下町とも言えるようになった。
東京に接しているが農地も比較的残っており、大消費地への近さを生かした近郊農業が行われている。なお、当市で採れた野菜は農協などで買うことができる。かつては豊富な湧水を生かした「酒造り」も行われ、2大銘柄として下新倉浅久保に「秀峰」、本村に「長泉（ながいずみ）」があったが、現在は2銘柄とも廃業している。
商業施設

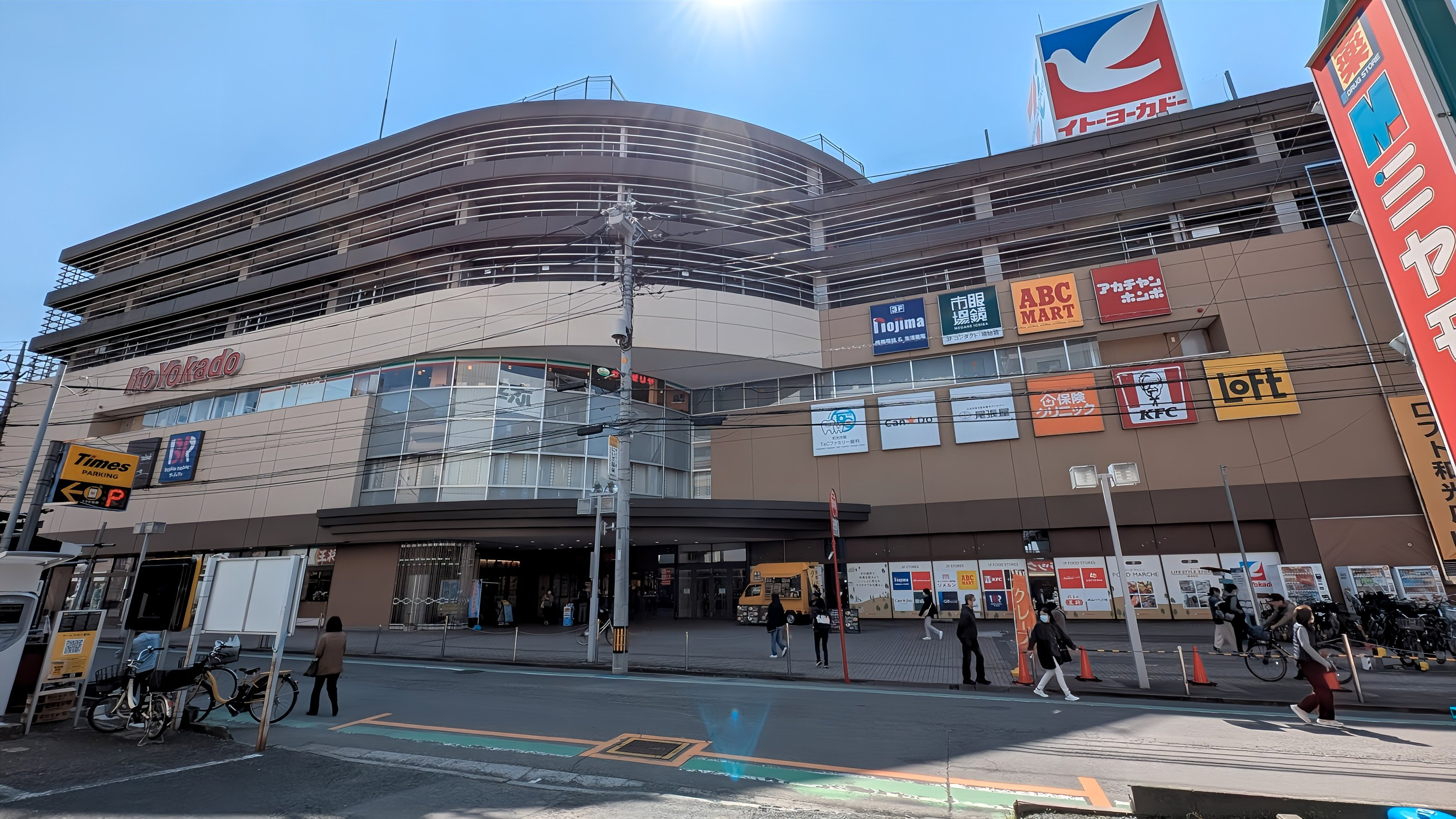
イトーヨーカドー和光店
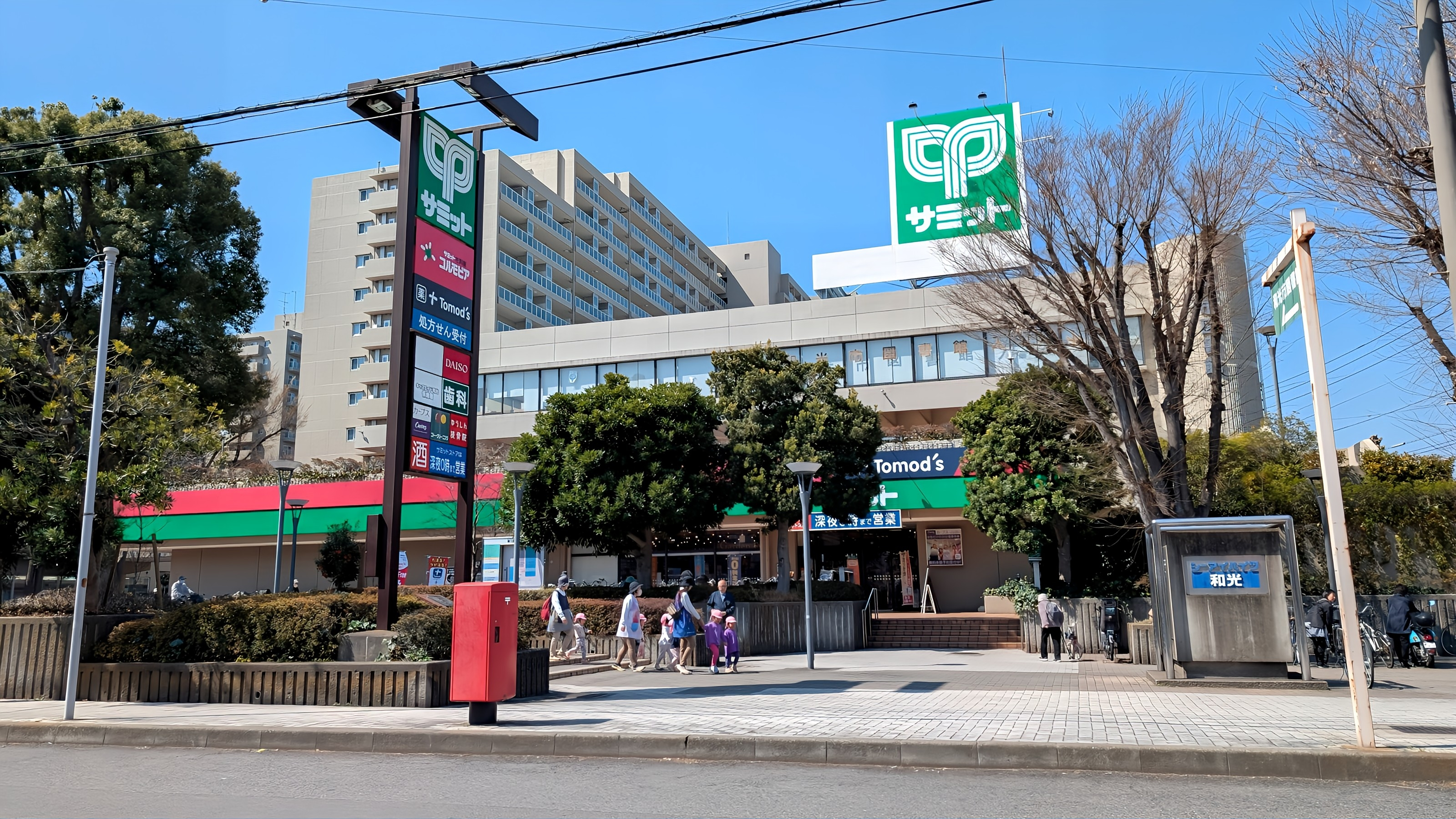
サミット・シーアイハイツ和光店
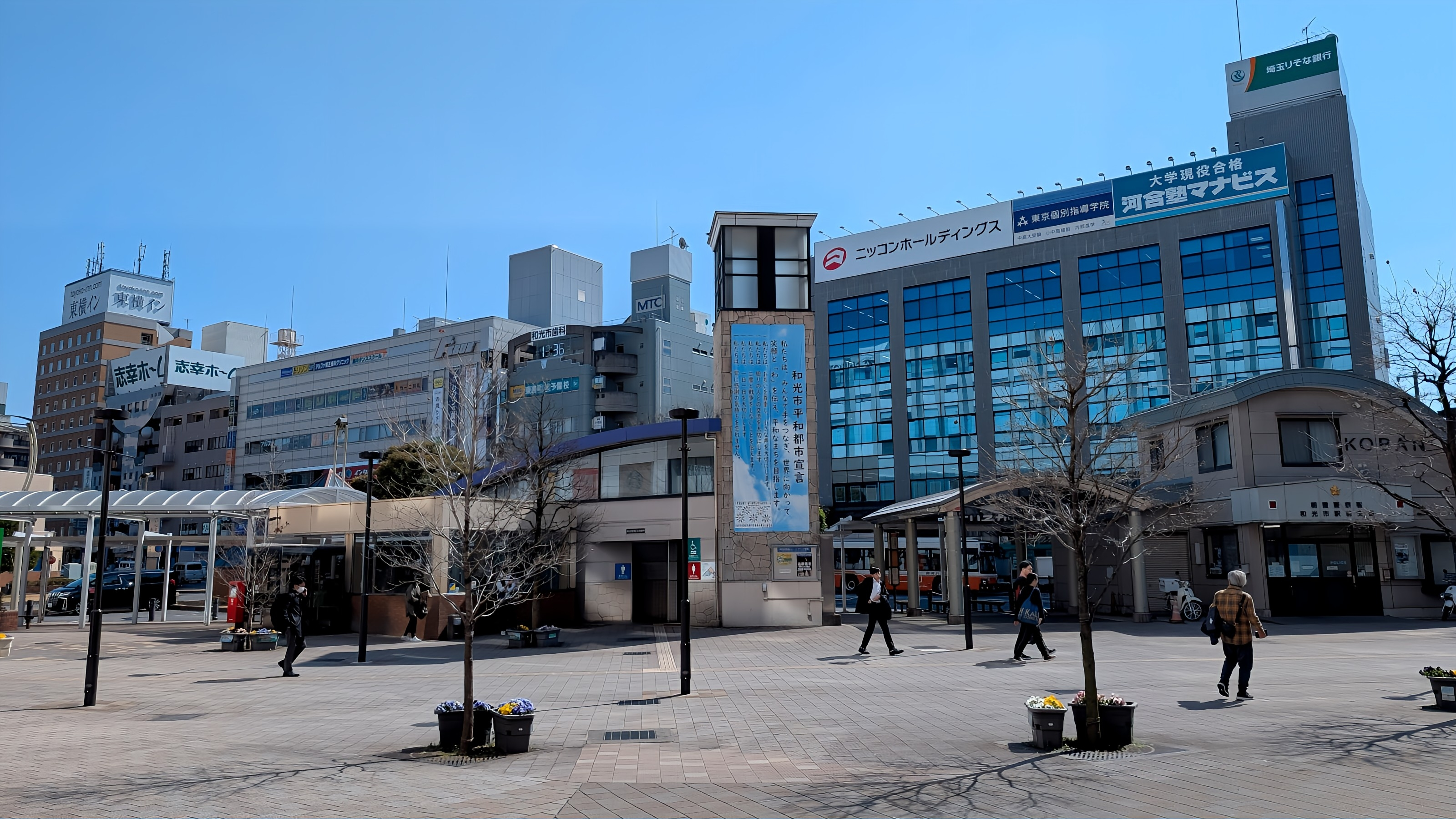
和光市駅南口の商業ビル群
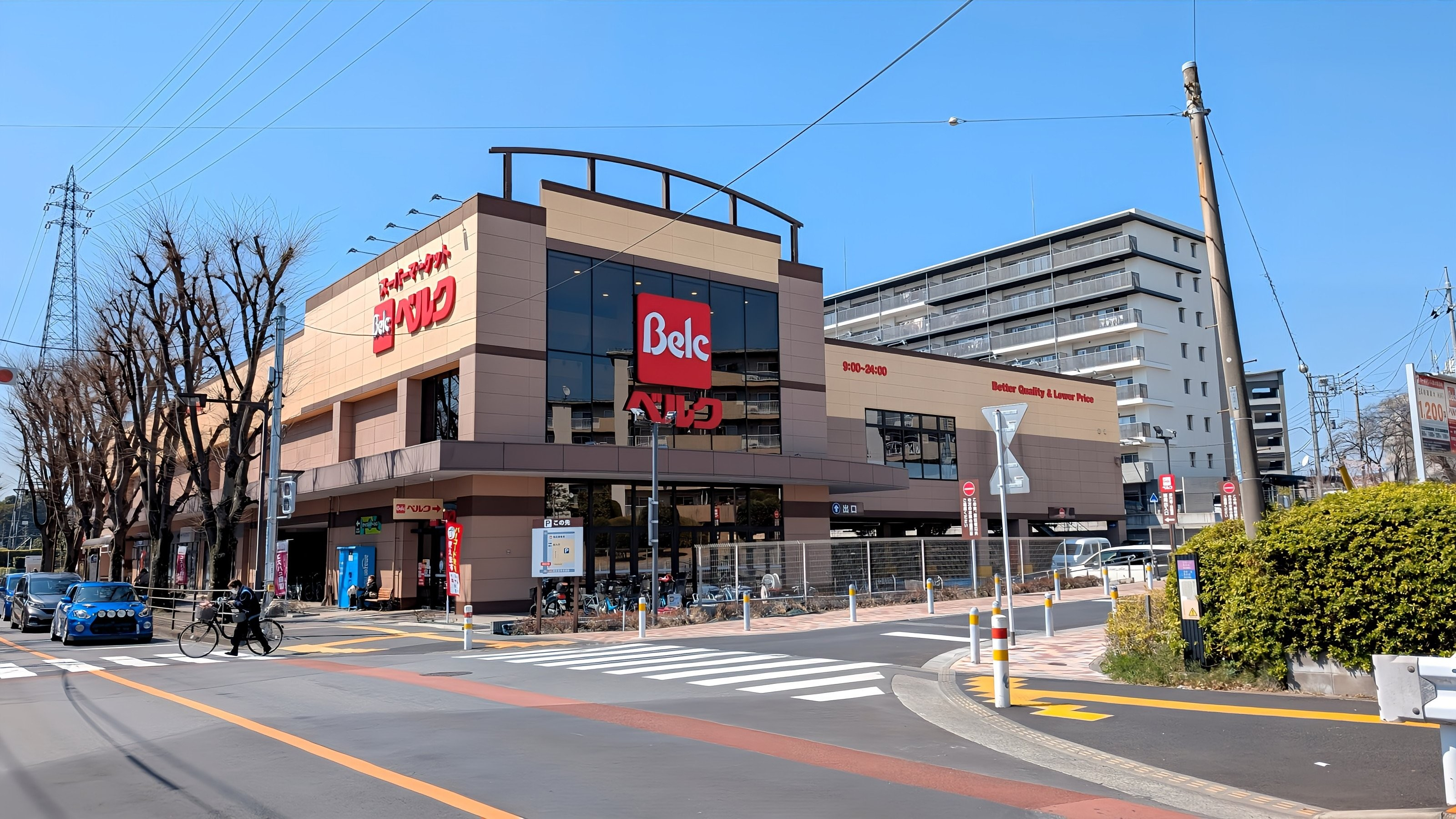
ベルク 和光西大和店

## 姉妹都市・友好都市
国内すべて友好都市
- 長野県佐久市 - 1995年（平成7年）9月「災害時における相互応援協定」締結
- 栃木県那須烏山市 - 1996年（平成8年）9月「災害時における相互応援協定」締結
- 新潟県十日町市 - 2004年（平成16年）8月27日「災害時における相互応援協定」締結
- 埼玉県東松山市 - 2012年（平成24年）9月28日「災害時における相互応援協定」締結

海外
-  ロングビュー市（アメリカ合衆国ワシントン州）
1999年（平成11年）10月1日姉妹都市提携

## 教育
国立研究開発法人
- 理化学研究所

省庁大学校
- 税務大学校和光校舎(キャンパス)

大学院
- 目白大学大学院看護学研究科看護学専攻（国立埼玉病院キャンパス）

専門学校
- 朝霞地区看護専門学校

特別支援学校
- 埼玉県立和光特別支援学校
- 埼玉県立和光南特別支援学校

高等学校
- 埼玉県立和光高等学校
- 埼玉県立和光国際高等学校

中学校
- 和光市立大和中学校
- 和光市立第二中学校
- 和光市立第三中学校

小学校
- 和光市立白子小学校
- 和光市立新倉小学校
- 和光市立第三小学校
- 和光市立第四小学校
- 和光市立第五小学校
- 和光市立広沢小学校
- 和光市立北原小学校
- 和光市立本町小学校
- 和光市立下新倉小学校

## 文化・史跡

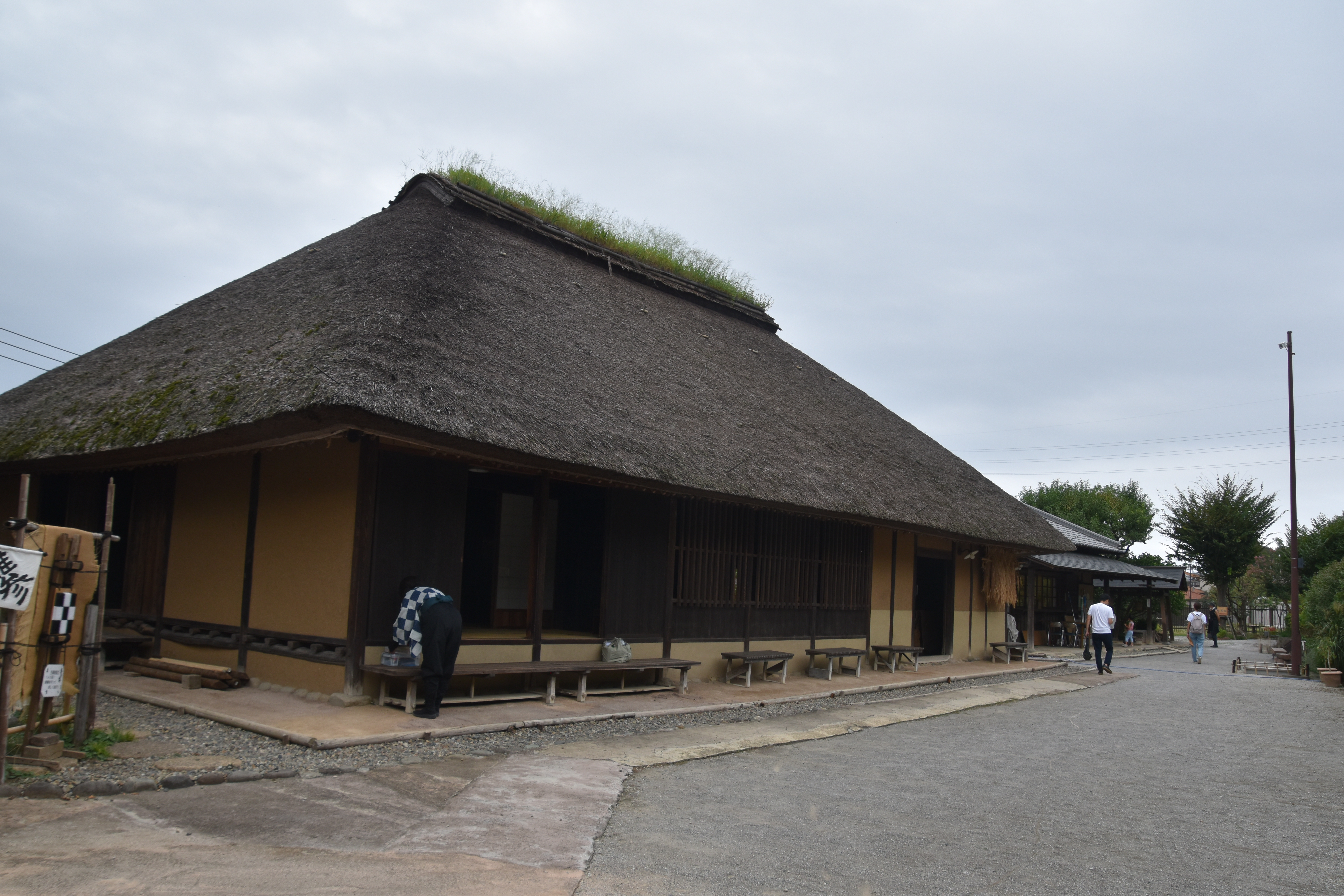
旧冨岡家住宅

新倉ふるさと民家園（旧冨岡家住宅）
冨岡家住宅は江戸中期頃に建築されたものと推定されており、長年解体保存されてきたが、2003年（平成15年）に市指定文化財として指定され、2006年（平成18年）に開園した。敷地はおよそ2000平方メートル（約600坪）。埼玉県内では最古の部類に入る民家といわれている。

## イベント
- ニッポン全国鍋グランプリ
2005年（平成17年）に埼玉県と和光市商工会の主催で始まったイベント[21]（「彩の国鍋合戦」「ニッポン全国鍋合戦」から名称を変更）。2019年には全国各地の鍋料理をより発掘するため姫路市商工会が主催して姫路市で開催され、2020年には2年ぶりに和光市で開催された[21]。

## スポーツ
- Honda硬式野球部は1960年の創部から2000年まで本田技術研究所本社のある和光市を本拠地としていたが、2001年から本田技研工業埼玉製作所のある狭山市へ本拠地を移転した。

## 交通

### 鉄道
東武鉄道東上本線と東京地下鉄（東京メトロ）有楽町線・副都心線の和光市駅が当市唯一の鉄道駅である。なお、市内の都県境、及び、朝霞市との市境に近接している地域では、市外の東武成増駅、地下鉄成増駅、西高島平駅、光が丘駅、東武朝霞駅も利用できる。
- 埼玉県庁（さいたま市浦和区高砂）へのアクセス：和光市駅から東武東上線に乗車、朝霞台駅で武蔵野線・北朝霞駅乗り換え。南浦和駅で京浜東北線に乗り換える。

東武鉄道
 東上本線
- - 和光市駅 -

東京地下鉄（東京メトロ）
 有楽町線・ 副都心線
- - 和光市駅

### バス
- 一般路線バス
  - 東武バスウエスト
  - 西武バス
  - 国際興業バス
- コミュニティバス
  - 和光市内循環バス（東武バスウエスト、和光輸送に運行委託）
- リムジンバス
  - 石神井公園駅 - 和光市駅南口 - 成田空港（西武バス・京成バス）
  - 石神井公園駅 - 和光市駅南口 - 羽田空港（西武バス・東京空港交通）

### タクシー
タクシーの営業区域は県南西部交通圏で、川越市・所沢市・東松山市・飯能市などと同じエリアとなっている。

### 道路
高速道路
- 東京外環自動車道
  - 和光IC - 和光北IC・新倉PA - 幸魂大橋
- 後述する埼玉県道68号練馬川口線（笹目通り）を経由して、高島平出入口から首都高速5号池袋線へもアクセス可能である。

一般国道
- 国道254号
  - 川越街道
  - 和光富士見バイパス - 現時点では当市（国道298号）から朝霞市（埼玉県道79号朝霞蕨線）まで開通。将来的には富士見市（浦和所沢バイパス・富士見川越バイパス）までが開通予定である。
- 国道298号
- 国道17号（新大宮バイパス） - 前述した5号池袋線とともに、笹目橋の上でわずかな区間が当市内を通っている。100mあるかないかの区間だが、「和光市」の標識が設置されている。

県道
- 主要地方道
  - 埼玉県道68号練馬川口線（笹目通り）
  - 埼玉県道88号和光インター線
- 一般県道
  - 埼玉県道108号東京朝霞線 - 前後を練馬区に挟まれた区間（東京都管轄）が存在する。
  - 埼玉県道109号新座和光線（旧川越街道）
  - 埼玉県道112号和光志木線

主な市道
- ニホニウム通り - 和光市駅南口と理化学研究所間を東武東上線に沿った後、東京外環自動車道に沿って直角に結ぶ歩道。理研がニホニウム（元素記号: Nh, 原子番号: 113）を発見したことを記念し、シンボルロードとして整備されることからこの名が付いた[22][23]。

## 通信
- 市外局番：048（市内全域）

## イメージキャラクター
- 和光市イメージキャラクター「わこうっち」と妹「さつきちゃん」は、市制施行40周年記念で決定した。

## 出身人物
- アナーキー (バンド)
- 植田有紀子（フリーアナウンサー）
- 大石真（児童文学作家）
- 梶原悠未（自転車競技選手）[24]
- 加藤慶祐（俳優）
- 加山俊夫（政治家、相模原市長）
- 渋谷ジャパン（YouTuber、おるたなChannelメンバー。埼玉県立和光国際高等学校卒）
- 柴﨑光子（和光市長）
- すしお（イラストレーター）
- 谷岡竜平（プロ野球選手・読売ジャイアンツ）
- 辻川幸代（女優）
- 野澤英之（サッカー選手）
- 三角創太（政治家、衆議院議員）
- 山中宏予（バレーボール選手）
- バニー及川（女子プロレスラー）
- 松村香織（タレント・元SKE48メンバー、市応援団長）
- 元木咲良（レスリング選手）
- 吉川祐二（元警視庁警部補）
- 和田はな（女流棋士）

## ゆかりの人物
- 佐野泰雄（プロ野球選手、タイ王国バンコク生まれ）
- 清水かつら（詩人、東京都生まれ）
当市の防災無線のチャイムには、彼が作曲した童謡「靴が鳴る」が流れている
- マッスル北村（ボディビルダー、東京都生まれ）実家を離れた後、愛犬2匹を川べりで散歩させるため和光市に居住
- フリーディア（旧芸名・こずえ鈴。タレント、ドイツ生まれ）
- 村木厚子（同市在住）
- 湯元進一（同市在住、2012年ロンドン五輪レスリング男子フリースタイル55kg級銅メダリスト）[25]
- 清水聡（同市在住、2012年ロンドン五輪ボクシング男子バンタム級銅メダリスト）[25]
- 北村晴男（弁護士） - 学生時代、市内で学習塾を経営していた
- 近藤圭一（作詞家）
- 近藤泰郎（NHKアナウンサー）
- 塚田正煕（テレビ監督）
- 濵田尚里（女子柔道家）
- 濱田水輝（プロサッカー選手）市内のクラブに所属していた
- 古新舜（映画監督・脚本家）和光市立本町小学校卒
- ぶるうたす（お笑い芸人）
- 永倉万治（作家）
- 中島京子（小説家）
- 山上たつひこ（漫画家）
- 柳家緑太（噺家）

## 当市の登場する作品
- アニメ「冴えない彼女の育てかた」（2015年）
- 映画「来る」（2018年）
- 映画「MOTHER マザー[26]」（2020年）
- ドラマ「誰かが、見ている」（2020年）

タイアップ
- ライフル・イズ・ビューティフル（2020年）- 2020年東京オリンピックの射撃会場である朝霞駐屯地の窓口となるため駅構内の階段ラッピングと4市共同の広報で4コマ漫画が採用された[27]。